# کلارکسویل (مریلند)
کلارکسویل (به انگلیسی: Clarksville) یک منطقهٔ مسکونی در ایالات متحده آمریکا است که در مریلند واقع شده‌است.